# Taftan
Taftan (persky Taftán, tj. horké místo) je 3941 m n. m. vysoká sopka v jihovýchodním Íránu, která se nachází asi 120 km jižně od města Zahedan. S prominencí 2901 metrů patří mezi ultraprominentní hory.

## Sopka
V současnosti neaktivní stratovulkán je součástí vulkanického masivu, který se táhne až do Pákistánu. Taftan má dvě vulkanické centra, severní kráter vypadá více zvětrale, jižní kráter je vyšší a mladší a také se v něm nacházejí aktivní fumaroly sirných plynů (SO2, H2S).
V roce 1993 byl nahlášen výron lávy, ale zřejmě šlo o mylné pozorování výronu roztavené síry.

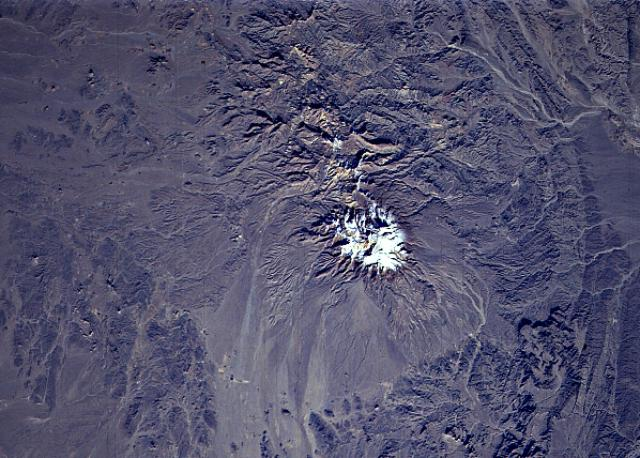
Taftan na satelitní fotografii